# Prins Henry, hertug af Sussex
Prins Henry, hertug af Sussex, alment kendt som prins Harry (Henry Charles Albert David; født 15. september 1984), er en britisk prins.
Han er den anden og yngste søn af kong Charles 3. af Storbritannien og hans første hustru Diana, prinsesse af Wales. Han er lillebror til den britiske tronfølger, William, Prins af Wales, og han er dermed nummer fem i arvefølgen til den britiske trone og i de øvrige Commonwealth-rigers arvefølge efter sin storebror og dennes tre børn. Som kongelig har Prins Henry intet efternavn; men Mountbatten-Windsor anvendes undertiden.
Prins Harry er gift med Meghan, hertuginde af Sussex, med hvem han har sønnen Archie og datteren Lilibet. 8. januar 2020 meddelte Harry og Meghan, at de trådte tilbage som seniormedlemmer af det britiske kongehus.

## Biografi

### Fødsel og familie
Prins Harry blev født den 15. september 1984 på St. Mary's Hospital i London som den anden og yngste søn af prins Charles og prinsesse Diana af Wales. Prins Harrys eneste bror, William, var født to år tidligere.

### Opvækst og uddannelse
Harry er uddannet på flere skoler i England, herunder det prestigefyldte Eton College. Han har i modsætning til sin storebror, prins William af Wales, en militær karriere som løjtnant i kavaleriregimentet Blues and Royals. Det blev 28. februar 2008 kendt, at han havde deltaget i kamphandlinger mod Taliban i Afghanistan under et ti uger langt ophold i Helmand-provinsen. Han fulgte dermed i sin onkel, prins Andrews fodspor, idet denne var soldat under Falklandskrigen. Efter at det amerikanske Drudge Report havde afsløret Henrys tilstedeværelse i Afghanistan, blev han evakueret til Storbritannien af hensyn til sin egen og sine medsoldaters sikkerhed.

### Forhold og ægteskab
Den 8. november 2016 bekræftede Kensington Palace, at prins Harry var "et par måneder" inde i et forhold til den amerikanske skuespiller Meghan Markle, i en erklæring fra prinsen der beder om, at "forfølgelse og chikane" af Markle og hendes familie ophører.
I september 2017 havde de deres første offentlige optræden sammen på et officielt kongeligt engagement ved åbningsceremonierne for Invictus Games i Toronto.
Den 27. november 2017 meddelte Clarence House og Kensington Palace, at prins Harry og Markle var forlovet. Forlovelsesringen fra Harry til Meghan består af tre diamanter, hvoraf to er taget fra Harrys mor, prinsesse Dianas, smykkesamling.
Brylluppet blev afholdt den 19. maj 2018. Parret vil bo sammen i Nottingham Cottage i London på Kensington Palaces grund, efter sit bryllup.
I oktober 2018 annoncerede parret, at det ventede sit første barn i foråret 2019. Den 6. maj 2019 fødte Meghan en søn. Den 8. maj offentliggjorde parret på sin instagram, at sønnen hedder Archie Harrison Mountbatten-Windsor.
I januar 2020 meddelte hertugen og hertuginden, at de trak sig tilbage fra deres rolle som højtstående medlemmer af kongefamilien og ville balancere deres tid mellem Storbritannien og Nordamerika. De flyttede efterfølgende til det sydlige Californien. I starten af 2021 annoncerede Harry og Meghan, at de ventede deres andet barn. Den 4. juni 2021, blev parrets datter Lilibet Mountbatten-Windsor født.

## Titler og prædikater
- 15. september 1984 – 19. maj 2018: Hans Kongelige Højhed prins Henry af Wales.
- 19. maj 2018 – nu: Hans kongelige højhed Hertugen af Sussex.
  - 2018 - nu (Skotland): Jarl af Dumbarton.
  - 2018 - nu (Nordirland): Baron Kilkeel.[16]

Den 4. juni 2015 blev Harry slået til ridder af sin farmor, dronning Elizabeth, for "tjenester af de suveræne" og udnævnt til Knight Commander for Royal Victorian Order (KCVO).

## Anetavle
| P                                      | I                                 | II                                        | III                                                  |
| -------------------------------------- | --------------------------------- | ----------------------------------------- | ---------------------------------------------------- |
| Proband: Prins Henry, hertug af Sussex | Far: Charles 3. af Storbritannien | Farfar: Prins Philip, hertug af Edinburgh | Farfars far: Prins Andreas af Grækenland og Danmark  |
| Proband: Prins Henry, hertug af Sussex | Far: Charles 3. af Storbritannien | Farfar: Prins Philip, hertug af Edinburgh | Farfars mor: Prinsesse Alice af Battenberg           |
| Proband: Prins Henry, hertug af Sussex | Far: Charles 3. af Storbritannien | Farmor: Elizabeth 2. af Storbritannien    | Farmors far: George 6. af Det Forenede Kongerige     |
| Proband: Prins Henry, hertug af Sussex | Far: Charles 3. af Storbritannien | Farmor: Elizabeth 2. af Storbritannien    | Farmors mor: Elizabeth Bowes-Lyon                    |
| Proband: Prins Henry, hertug af Sussex | Mor: Prinsesse Diana              | Morfar: John Spencer, 8. jarl Spencer     | Morfars far: Albert Spencer, 7. jarl af Spencer      |
| Proband: Prins Henry, hertug af Sussex | Mor: Prinsesse Diana              | Morfar: John Spencer, 8. jarl Spencer     | Morfars mor: Cynthia Hamilton, grevinde Spencer      |
| Proband: Prins Henry, hertug af Sussex | Mor: Prinsesse Diana              | Mormor: Frances Shand Kydd                | Mormors far: Maurice Burke Roche, 4. baron af Fermoy |
| Proband: Prins Henry, hertug af Sussex | Mor: Prinsesse Diana              | Mormor: Frances Shand Kydd                | Mormors mor: Ruth Burke Roche, baronesse af Fermoy   |